# 安納波利斯章克申 (馬里蘭州)
安納波利斯章克申（英語：Annapolis Junction）是位於美國馬里蘭州安妮阿倫德爾縣及霍華德縣的一個非建制地區。

## 地理
安納波利斯章克申所處的海拔為高於海平面117米（即384英呎），而該地所採用的時區為UTC-5，即北美东部時區（EST）。同時該地設有夏令時間，為UTC-5調快一小時，即UTC-4（EDT）。